# Erich von Freiberg
Erich Gieorgijewicz von Freiberg, ros. Эрих Георгиевич фон Фрейберг (ur. 8 stycznia 1890 r. w Parnawie, zm. 11 października 1944 r. w Olsztynie) – rosyjski wojskowy (pułkownik), działacz emigracyjny, konstruktor lotniczy, publicysta.
W 1912 r. zmobilizowano go do armii rosyjskiej. Służył w lejbgwardii Grodzieńskiego Pułku Husarzy. Na pocz. 1914 r. został awansowany do stopnia praporszczika rezerwy. Po wybuchu I wojny światowej powrócił do służby wojskowej. Służył jako podoficer w 14 Jamburskim Pułku Ułanów. W 1916 r. mianowano go kornetem. Następnie został adiutantem w 5 Myśliwskim Oddziale Lotniczym. Był lotnikiem – nawigatorem. W 1917 r. awansował na sztabsrotmistrza. W marcu 1918 r. sformował, a następnie dowodził antybolszewickim Aczinskim Konnym Oddziałem Partyzanckim w guberni jenisejskiej. Następnie walczył w szeregach wojsk Białych na Syberii. Latem 1918 r. został rotmistrzem. Od września służył w Specjalnym Oddziale Mandżurskim jako młodszy oficer pociągu pancernego „Mstitiel”. Od lutego 1919 r. stał na czele zarządu pociągów pancernych sztabu Mieszanej Mandżurskiej Dywizji Strzeleckiej atamana Grigorija M. Siemionowa. W maju tego roku objął funkcję szefa sztabu Dywizji. Doszedł do stopnia pułkownika. Wiosną 1920 r. wysłano go do Niemiec w charakterze przedstawiciela atamana G. M. Siemionowa. W 1921 r. uczestniczył w zjeździe monarchistycznym w Рейхенгалльского. Działał w Stowarzyszeniu Samopomocy Oficerów Byłych Rosyjskich Armii i Floty. Współuczestniczył w emigracyjnym śledztwie dotyczącym wyjaśnienia okoliczności zamordowania przez bolszewików rodziny carskiej i wyjaśnienia losów wielkiego księcia Michaiła Aleksandrowicza. Latem 1921 r. z jego mieszkania w Berlinie zostały wykradzione akta śledztwa. Wiosną 1923 r. E. G. von Freiberg zamieszkał w Monachium. Opracował plany konstrukcyjne hydroplanu-amfibii ze zmiennymi skrzydłami, który mógł poruszać się po wodzie i po lądzie. W 1924 r. przeniósł się do Francji. Zamieszkał w Nicei. Pracował jako robotnik fizyczny, a następnie prywatny szofer. W 1925 r. otrzymał od władz francuskich patent na budowę jego hydroplanu. Działał w Związku Oficerów-Uczestników Wojny. Wchodził w skład kierownictwa Związku Lotników Rosyjskich we Francji, a także Wojskowych Kursów Szkoleniowych oddziału Rosyjskiego Związku Ogólnowojskowego (ROWS) w Nicei, na których prowadził zajęcia z przedmiotu „sprawy lotnicze i automobilne”. W latach 30. pisał artykuły historyczno-wojskowe do pisma „Czasowoj”. Po zajęciu Francji przez wojska niemieckie latem 1940 r., przyjechał do Berlina, gdzie wszedł w skład Zarządu do Spraw Emigracji Rosyjskiej.